# Seymour Benzer
Seymour Benzer (ur. 15 października 1921 w Nowym Jorku, zm. 30 listopada 2007 w Pasadenie) – amerykański biolog molekularny i fizyk.

## Życiorys
W latach 40. brał udział w pracach nad radarem. Po wojnie uzyskał stopień doktora ze specjalizacją w fizyce ciała stałego na Purdue University (pracował nad półprzewodnikami germanowymi). Po studiach postanowił zająć się biofizyką, a potem genetyką.
Opracował w 1955 r., metodę określania szczegółowej struktury genów wirusowych; wprowadził trzy terminy: muton, cistron oraz rekon dla oznaczenia podjednostek funkcjonalnych genu. Przyczynił się również do wyjaśnienia charakteru anomalii genetycznych, zwanych mutacjami nonsensownymi. Mutacje nonsensowne związane są z sekwencją nukleotydową kwasu deoksyrybonukleinowego (DNA), stanowiącego "substancję genetyczną". Benzer odkrył odwrócenie, inaczej - supresję tych mutacji u pewnych bakterii.
Historia jego życia i badań została opisana w książce Time, Love, Memory: A Great Biologist and His Quest for the Origins of Behavior (1999) Jonathana Weinera (wyd. pol. Czas, miłość, pamięć. Wielki biolog i jego poszukiwanie genezy zachowań, Prószyński i S-ka, 2006).
Był m.in. laureatem Nagrody Wolfa (1991) i Nagrody Crafoorda (1993).